# Carlo De Luca
Carlo De Luca (Cerreto d'Esi, 3 luglio 1888 – 31 agosto 1958) è stato un politico italiano.

## Biografia
Nacque nelle Marche dove svolse diversi incarichi amministrativi, per poi trasferirsi nel Lazio, dove venne nominato presidente della camera di commercio di Viterbo.  Iscritto alla Democrazia Cristiana, venne eletto dalla I alla III legislatura. Morì in carica e venne sostituito da Alessandro Gerini.